# Championnats de Tunisie d'athlétisme 1985
Navigation
1984 1986
Les championnats de Tunisie d'athlétisme 1985 ont lieu les 15 et 16 juin et enregistrent un seul record national, celui du 3 000 m steeple (juniors) battu par Brahim Ayachi. La Zitouna Sports domine la compétition avec notamment un triplé au relais 4 × 100 mètres remporté par son équipe seniors devant ses équipes juniors et cadettes.

## Palmarès
| Discipline            | Hommes                         | Hommes          | Femmes                     | Femmes        |
| --------------------- | ------------------------------ | --------------- | -------------------------- | ------------- |
| 100 m                 | Messaoud Fguiri                | 10 s 4          | Lamia Makni                | 12 s 3        |
| 200 m                 | Messaoud Fguiri                | 21 s 3          | Selma Anane                | 25 s 2        |
| 400 m                 | Slim Ben Brahim                | 49 s 4          | Selma Anane                | 57 s 7        |
| 800 m                 | Lotfi Rahali                   | 1 min 53 s 9    | Leïla Dahman               | 2 min 18 s 1  |
| 1 500 m               | Hichem Oueslati                | 3 min 54 s 6    | Selma Khardani             | 4 min 43 s 3  |
| 3 000 m               |                                |                 | Souad Ben Toumi            | 10 min 54 s 9 |
| 5 000 m               | Hichem Oueslati                | 14 min 57 s 2   |                            |               |
| 10 000 m              | Hichem Oueslati                | 32 min 19 s 3   |                            |               |
| 100 m haies           |                                |                 | Basma Gharbi               | 14 s 7        |
| 110 m haies           | Fadhel Khayati                 | 14 s 8          |                            |               |
| 400 m haies           | Fadhel Khayati                 | 53 s 8          | Hend Kabaoui               | 64 s 1        |
| 3 000 m steeple       | Brahim Ayachi                  | 8 min 51 s 8    |                            |               |
| Relais 4 × 100 mètres | Zitouna Sports                 | 44 s 2          | Zitouna Sports             | 50 s 7        |
| Relais 4 × 400 mètres | Jeunesse sportive kairouanaise | 3 min 24 s 1    | Avenir sportif de La Marsa | 4 min 19 s    |
| Saut en longueur      | Mohamed El Aïd Zaghdoudi       | 7,20 m          | Basma Gharbi               | 5,90 m        |
| Triple saut           | Larbi Fezzani                  | 15,23 m         |                            |               |
| Saut en hauteur       | Nasreddine Zaouali             | 1,95 m          | Lamia Ben Ali              | 1,60 m        |
| Saut à la perche      | Choukri Abahnini               | 4,60 m          |                            |               |
| Lancer du poids       | Abderrazak Ben Hassine         | 14,58 m         | Latifa Nefzaoui            | 12,16 m       |
| Lancer du disque      | Abderrazak Ben Hassine         | 54,68 m         | Nabila Mouelhi             | 40,90 m       |
| Lancer du marteau     | Youssef Ben Abid               | 53,98 m         |                            |               |
| Lancer du javelot     | Tarek Chaabani                 | 70,46 m         | Amel Hakiri                | 38,90 m       |
| Décathlon             | Nacef Messadi                  | 4 682           |                            |               |
| Heptathlon            |                                |                 | Kawther Akrémi             | 3 877         |
| Marathon              | Ali Chehidi                    | 2 h 53 min 34 s |                            |               |

## Source
- « Athlétisme : championnats nationaux individuels », L'Action tunisienne,‎ 18 juin 1985.